# 高雄市立前鎮國民中學
高雄市立前鎮國民中學（英語：Kaohsiung Municipal Cianjhen Junior High School），簡稱前鎮國中。位於臺灣高雄市前鎮區新衙路17號，創立於1965年，位於高雄市南端，高雄市立圖書館於校內設置草衙分館，為本地區重要指標性建築；亦為高雄市原住民資源中心、特殊教育床邊服務教學統籌學校，以及海洋教育學校。該校擁有排球校隊，排球場亦作為排球錦標賽場地。

## 校園事件
2013年1月，校園內有一隻貓受困於樹上，英語科老師徐熒葳與體育班數十位學生，在四周用帆布和棉被搭起軟墊，會同動保團體與消防隊花了一個多小時，成功將受困超過三天的貓救下，此舉是最佳生命教育。
2016年9月該校受到莫蘭蒂颱風重創，校方發起「愛．前鎮──快閃整頓校園」活動，透過臉書和Line全力邀約，號召家長教師學生在假日返校救災、整理校園。
2016年10月3日為推動海洋教育，本校校長梁華蓁加入了由局長范巽綠帶領的「海洋教育參訪團 」，與其他高雄市臨海學校校長赴日本三重縣，進行為期5天的海洋教育交流訪問。。
2016年11月2日為推廣海洋教育文化及強化適性揚才理念，本校校長梁華蓁至澎湖海事參與「澎湖海洋教育園區」策略聯盟簽約活動。
2017年3月23日C-bike「前鎮國中」站啟用，當日邀請市議員林宛蓉、前鎮區公所主任秘書薛茂竹、明道里長王進亨、港口里長劉峰吉、前鎮國中校長梁華蓁、家長會榮譽會長張慧琳及總幹事李淑貞共同啟動「前鎮國中」站，帶領草衙在地居民從「運動健身」走向「環保綠能」的健康新共識。
2017年3月26日前鎮國中用心的為社區、家長與學生特別設計學校日活動，結合鄰近共11所高中、國中及國小，首創一場相當成功的草地音樂會，高雄市教育局長范巽綠也親臨現場聆賞，讚美這是12年國民基本教育落實生活、具體實踐新課綱「自發、互動、共好」理念的最佳實例。
2017年7月18日至25日，在梁華蓁校長率領之下，前鎮國中足球隊搭乘象徵高雄熊本友好的「華航三熊號友達彩繪機」飛赴日本，前往熊本縣熊本市及上天草市參與足球集訓營。這是高雄市和日本熊本縣市首度合作舉辦姊妹市的學生足球隊海外移訓活動，相互磨練技術並培養實戰經驗  。
2017年12月25日至29日在高雄三民家商盛大舉行第18屆「亞洲學生交流計畫」（Asian Student Exchange Program），有來自日本、韓國、泰國、越南、印尼、印度、馬來西亞與臺灣共8個國家，33所國際學校師生，以及臺灣38所學校，總計71所學校共襄盛舉。高雄市前鎮國中也參與此計畫，由校長梁華蓁及家長會會長阮碧春女士邀請印度學生與接待家庭家長進行交流也揭開了接待家庭語言文化交流。印度師生於12月30日結束了為期五天台灣交流計畫行程，離開時印度學生和前鎮國中師生彼此擁抱流下不捨淚水，家長深深感動也非常感謝教育局及前鎮國中梁華蓁校長、老師們 。
2018年4月14日在大榮中學舉辦高雄市第2屆國中生手擲機飛行競賽，56名選手奮力擲出飛機，挑戰「滯空時間」，前鎮國中周義揚同學，滯空8.8秒，獲第3名。
2018年4月18日今年高雄市海洋教育敦睦之旅，在興達港情人碼頭啟航。高雄市教育局長范巽綠帶領七十名師生搭乘遊艇，伴隨「看見臺灣號」航行到臺南市安平碧海碼頭，與臺南市教育局長陳修平帶領的師生相見歡，開啟高雄、臺南海洋教育交流新頁。現場高雄市七賢國中、前鎮國中分享海洋教育課程，與台南海洋教育執行學校互動與交流。
2018年的4月無意間發現了「呼吸英雄-張守德，前鎮國中演講專輯」，這是兩年前的講座，被做成專輯後，最近在電視台播出，裡面有好多位我們前鎮國中同學的分享，值得大家點入觀賞！
2018年4月25日參與高市第7所自造者教育行星基地進駐福誠高中揭牌啟用儀式。高市教育局長范巽綠表示，高市106年成立五甲國中、前鎮國中、鳳翔國中、南成國小、鳳翔國小、五福國小等6所自造者衛星基地，並開辦150場教師培訓及38場學生與15場家長或社區體驗課程。全市現有7所行星基地及17所衛星基地，自造教育能量充沛，更榮獲親子天下教育創新100選肯定 。
2018年6月5日前鎮國中於高雄港麗星郵輪寶瓶星號7月24日~26日航次，合作辦理「2018海洋城堡親子夏令營Ocean Summer Camp」活動，為全臺灣國小四年級至國中二年級學生規劃一系列海洋智能饗宴之旅，首創結合郵輪、夏令營及海洋教育旅程 。
2018年6月12日前鎮國中畢典開啟10年時空信，號召38屆失聯校友回娘家分享圓夢過程。校長梁華蓁說，建校54年的前鎮國中，10年前開始每位學生都寫了封「給10年後自己」的信，之後歷屆畢業生也跟著做了相同的事，今年特別以薪火相傳的方式，找回當年校長、家長會長、畢業班導師及畢業校友，校友分享10年的改變也鼓勵祝福今年畢業的學弟妹們，象徵世代交替生生循環不息，也讓每位畢業生記得對學校的愛及對自己的期許 。
2018年8月11日前鎮國中校長梁華蓁率本校及其他4校師生一行16人到印度孟買及普恩（Pune）參訪8天，包括與新印度中學交流，成為高雄第一所與印度中學交流的國中。
2018年8月19日前鎮國中教師顧乃涵決戰亞運為國爭光。8月初在世界巡迴賽披銀創我國新猷，女子沙灘排球好手顧乃涵、劉碧欣，亞運沙排19日分組賽，直落二擊敗香港隊，首戰開紅盤。
2018年12月，前鎮國中三年級凃同學參加國立科學工藝博物館舉辦的全國手擲機競賽，親手製作的飛機在空中滯留10秒鐘，成績大幅進步，在135組隊伍中脫穎而出，獲甲等獎。
2019年3月28日，全國首座海事水產職業試探中心在前鎮國中高掛魚旗啟用 。
2019年6月20日，教育部在天下雜誌「 福爾摩沙 ╳ 海洋教育進行式」文章中提及今年3月全國首座校園「海事水產」暨「商業管理」「區域職業試探與體驗示範中心」在高雄市前鎮國中正式啟用，結合海事水產模擬設備與商業物流課程研發，幫助下一代進行職群試探，提早培養海事水產、商業管理人才。
2019年6-7月間各媒體報導前鎮國中校園職業探索中心，結合在地豐富資源，引領學生和產業接軌。

## 姊妹校
- 日本山梨縣： 河口湖南中學校（日语：河口湖南中学校組合立河口湖南中学校）[39]